# Monument commémoratif à Paul Nozal
Le Monument commémoratif à Paul Nozal est un groupe sculpté en pierre situé sur la commune du Tâtre, en Charente.

## Historique
Au début du XXe siècle, la famille Nozal est à la tête d'une grande industrie florissante autour du négoce de fer et d'acier située dans la plaine Saint-Denis; le commerce et la construction y est très prospère et rapidement, le chef d'entreprise Léon puis son fils Paul collaborent étroitement avec Hector Guimard, devenant à la fois ses mécènes mais aussi ses commanditaires. On doit ainsi à Guimard les nouveaux magasins et entrepôts à Saint-Denis.
En juillet 1903, Paul Nozal, également pilote automobile, décède brusquement à 27 ans dans un accident de voiture sur la route entre Libourne et Barbezieux à la suite d'une crevaison ; sa femme et son mécanicien qui l'accompagne y survécurent et le jeune homme est enterré au cimetière d'Auteuil dans le caveau familial.Les parents Léon et Marguerite effectueront pendant plusieurs années un pèlerinage annuel sur les lieux du drame.
Guimard érige sur place une stèle à la mémoire de Paul portant l’inscription « Accident automobile. 15 juillet 1903. Mort de P.N. Âgé de 27 ans ».
Le monument situé aux abords de la RN10 sera abimé au cours d’un accident dans les années 1960 puis stocké lors de l’élargissement de la voie ; le monument est longtemps resté entreposé avant d’être réinstallé en 1988.
Plus récemment, le monument est inscrit au titre des monuments historiques depuis le 9 avril 2021,.

## Description
Cette borne en pierre calcaire mesure environ 2 mètres de haut, pour une largeur de 1 m et une profondeur de 0,60 m.
Le monument présente une base évasée bordée par ce qui semble être des ailes d'Hermès, un fût surmonté d'entrelacs et couronné par une casquette de cuir caractéristique des tenues des mécaniciens-chauffeurs d’automobile.

## En savoir plus